# Europese kampioenschappen beachvolleybal 2020 (mannen)
Het mannentoernooi van de Europese kampioenschappen beachvolleybal 2020 in Jūrmala vond plaats van 16 tot en met 20 september. De Noren Anders Mol en Christian Sørum wonnen voor de derde keer op rij de titel door de Russen Vjatsjeslav Krasilnikov en Oleg Stojanovski in de finale te verslaan. Het brons ging naar het Italiaanse duo Paolo Nicolai en Daniele Lupo dat in de troostfinale te sterk was voor het Russische tweetal Nikita Ljamin en Taras Myskiv.

## Groepsfase
|  | Direct naar laatste 16 |
|  | Naar tussenronde       |

### Groep A
| # | Ploeg               | Punten | Wedstrijden | Wedstrijden | Spelpunten | Spelpunten | Spelpunten | Sets | Sets | Sets  |
| # | Ploeg               | Punten | W           | V           | W          | V          | Ratio      | W    | V    | Ratio |
| - | ------------------- | ------ | ----------- | ----------- | ---------- | ---------- | ---------- | ---- | ---- | ----- |
| 1 | Mol / Sørum         | 4      | 2           | 0           | 89         | 63         | 1,413      | 4    | 0    | MAX   |
| 2 | Samoilovs / Šmēdiņš | 3      | 1           | 1           | 68         | 77         | 0,883      | 2    | 2    | 1,000 |
| 3 | Huber / Dressler    | 3      | 1           | 1           | 99         | 102        | 0,971      | 2    | 3    | 0,667 |
| 4 | Nõlvak / Tiisaar    | 2      | 0           | 2           | 90         | 104        | 0,865      | 1    | 4    | 0,250 |

| Datum        |                     | Score |                     | Set 1   | Set 2   | Set 3   |
| ------------ | ------------------- | ----- | ------------------- | ------- | ------- | ------- |
| 16 september | Mol / Sørum         | 2 – 0 | Huber / Dressler    | 21 – 13 | 26 – 24 |         |
| 16 september | Samoilovs / Šmēdiņš | 2 – 0 | Nõlvak / Tiisaar    | 21 – 17 | 21 – 18 |         |
| 18 september | Mol / Sørum         | 2 – 0 | Samoilovs / Šmēdiņš | 21 – 14 | 21 – 12 |         |
| 18 september | Huber / Dressler    | 2 – 1 | Nõlvak / Tiisaar    | 22 – 24 | 21 – 14 | 19 – 17 |

### Groep B
| # | Ploeg                     | Punten | Wedstrijden | Wedstrijden | Spelpunten | Spelpunten | Spelpunten | Sets | Sets | Sets  |
| # | Ploeg                     | Punten | W           | V           | W          | V          | Ratio      | W    | V    | Ratio |
| - | ------------------------- | ------ | ----------- | ----------- | ---------- | ---------- | ---------- | ---- | ---- | ----- |
| 1 | Krasilnikov / Stojanovski | 4      | 2           | 0           | 104        | 87         | 1,195      | 4    | 1    | 4,000 |
| 2 | Kantor / Łosiak           | 3      | 1           | 1           | 99         | 96         | 1,031      | 3    | 2    | 1,500 |
| 3 | Aye / Gauthier-Rat        | 3      | 1           | 1           | 86         | 90         | 0,956      | 2    | 3    | 0,667 |
| 4 | Bedritis / Relins         | 2      | 0           | 2           | 78         | 94         | 0,830      | 1    | 4    | 0,250 |

| Datum        |                           | Score |                    | Set 1   | Set 2   | Set 3   |
| ------------ | ------------------------- | ----- | ------------------ | ------- | ------- | ------- |
| 16 september | Krasilnikov / Stojanovski | 2 – 0 | Bedritis / Relins  | 21 – 15 | 21 – 15 |         |
| 16 september | Kantor / Łosiak           | 2 – 0 | Aye / Gauthier-Rat | 21 – 18 | 21 – 16 |         |
| 18 september | Krasilnikov / Stojanovski | 2 – 1 | Kantor / Łosiak    | 21 – 16 | 24 – 26 | 17 – 15 |
| 18 september | Bedritis / Relins         | 1 – 2 | Aye / Gauthier-Rat | 15 – 21 | 21 – 16 | 12 – 15 |

### Groep C
| # | Ploeg                     | Punten | Wedstrijden | Wedstrijden | Spelpunten | Spelpunten | Spelpunten | Sets | Sets | Sets  |
| # | Ploeg                     | Punten | W           | V           | W          | V          | Ratio      | W    | V    | Ratio |
| - | ------------------------- | ------ | ----------- | ----------- | ---------- | ---------- | ---------- | ---- | ---- | ----- |
| 1 | Varenhorst / van de Velde | 4      | 2           | 0           | 100        | 87         | 1,149      | 4    | 1    | 4,000 |
| 2 | Thole / Wickler           | 2      | 1           | 1           | 96         | 82         | 1,171      | 3    | 2    | 1,500 |
| 3 | Bryl / Miszczuk           | 2      | 1           | 1           | 86         | 96         | 0,896      | 2    | 3    | 0,667 |
| 4 | Solovejs / Samoilovs      | 2      | 0           | 2           | 78         | 95         | 0,821      | 1    | 4    | 0,250 |

| Datum        |                           | Score |                           | Set 1   | Set 2   | Set 3   |
| ------------ | ------------------------- | ----- | ------------------------- | ------- | ------- | ------- |
| 16 september | Thole / Wickler           | 2 – 0 | Solovejs / Samoilovs      | 21 – 11 | 21 – 13 |         |
| 16 september | Varenhorst / van de Velde | 2 – 0 | Bryl / Miszczuk           | 21 – 14 | 21 – 19 |         |
| 18 september | Thole / Wickler           | 1 – 2 | Varenhorst / van de Velde | 18 – 21 | 24 – 22 | 12 – 15 |
| 18 september | Solovejs / Samoilovs      | 1 – 2 | Bryl / Miszczuk           | 21 – 16 | 19 – 21 | 14 – 16 |

### Groep D
| # | Ploeg                   | Punten | Wedstrijden | Wedstrijden | Spelpunten | Spelpunten | Spelpunten | Sets | Sets | Sets  |
| # | Ploeg                   | Punten | W           | V           | W          | V          | Ratio      | W    | V    | Ratio |
| - | ----------------------- | ------ | ----------- | ----------- | ---------- | ---------- | ---------- | ---- | ---- | ----- |
| 1 | Pļaviņš / Točs          | 4      | 2           | 0           | 85         | 71         | 1,197      | 4    | 0    | MAX   |
| 2 | Doppler / Horst         | 3      | 1           | 1           | 80         | 77         | 1,039      | 2    | 2    | 1,000 |
| 3 | Koekelkoren / van Walle | 3      | 1           | 1           | 77         | 72         | 1,069      | 2    | 2    | 1,000 |
| 4 | Dumek / Berčík          | 2      | 0           | 2           | 64         | 86         | 0,744      | 0    | 4    | 0,000 |

| Datum        |                         | Score |                         | Set 1   | Set 2   | Set 3 |
| ------------ | ----------------------- | ----- | ----------------------- | ------- | ------- | ----- |
| 16 september | Pļaviņš / Točs          | 2 – 0 | Koekelkoren / van Walle | 21 – 16 | 21 – 19 |       |
| 16 september | Dumek / Berčík          | 0 – 2 | Doppler / Horst         | 13 – 21 | 21 – 23 |       |
| 18 september | Pļaviņš / Točs          | 2 – 0 | Doppler / Horst         | 22 – 20 | 21 – 16 |       |
| 18 september | Koekelkoren / van Walle | 2 – 0 | Dumek / Berčík          | 21 – 18 | 21 – 12 |       |

### Groep E
| # | Ploeg                   | Punten | Wedstrijden | Wedstrijden | Spelpunten | Spelpunten | Spelpunten | Sets | Sets | Sets  |
| # | Ploeg                   | Punten | W           | V           | W          | V          | Ratio      | W    | V    | Ratio |
| - | ----------------------- | ------ | ----------- | ----------- | ---------- | ---------- | ---------- | ---- | ---- | ----- |
| 1 | Heidrich / Gerson       | 4      | 2           | 0           | 95         | 90         | 1,056      | 4    | 1    | 4,000 |
| 2 | Dziadkoöe / Piatroesjka | 3      | 1           | 1           | 85         | 92         | 0,924      | 2    | 3    | 0,667 |
| 3 | Nicolai / Lupo          | 3      | 1           | 1           | 105        | 92         | 1,141      | 3    | 3    | 1,000 |
| 4 | Dollinger / Winter      | 2      | 0           | 2           | 97         | 108        | 0,898      | 2    | 4    | 0,500 |

| Datum        |                         | Score |                         | Set 1   | Set 2   | Set 3   |
| ------------ | ----------------------- | ----- | ----------------------- | ------- | ------- | ------- |
| 16 september | Heidrich / Gerson       | 2 – 1 | Dollinger / Winter      | 21 – 17 | 16 – 21 | 16 – 14 |
| 16 september | Nicolai / Lupo          | 1 – 2 | Dziadkoöe / Piatroesjka | 21 – 11 | 17 – 21 | 12 – 15 |
| 18 september | Dziadkoöe / Piatroesjka | 0 – 2 | Heidrich / Gerson       | 19 – 21 | 19 – 21 |         |
| 18 september | Nicolai / Lupo          | 2 – 1 | Dollinger / Winter      | 19 – 21 | 21 – 17 | 15 – 7  |

### Groep F
| # | Ploeg                   | Punten | Wedstrijden | Wedstrijden | Spelpunten | Spelpunten | Spelpunten | Sets | Sets | Sets  |
| # | Ploeg                   | Punten | W           | V           | W          | V          | Ratio      | W    | V    | Ratio |
| - | ----------------------- | ------ | ----------- | ----------- | ---------- | ---------- | ---------- | ---- | ---- | ----- |
| 1 | Ljamin / Myskiv         | 4      | 2           | 0           | 108        | 99         | 1,091      | 4    | 2    | 2,000 |
| 2 | Brouwer / Meeuwsen      | 3      | 1           | 1           | 95         | 77         | 1,234      | 3    | 2    | 1,500 |
| 3 | Bergmann / Pfretzschner | 3      | 1           | 1           | 93         | 97         | 0,959      | 3    | 2    | 1,500 |
| 4 | Jirgensons / Aišpurs    | 2      | 0           | 2           | 66         | 89         | 0,742      | 0    | 4    | 0,000 |

| Datum        |                      | Score |                         | Set 1   | Set 2   | Set 3   |
| ------------ | -------------------- | ----- | ----------------------- | ------- | ------- | ------- |
| 16 september | Ljamin / Myskiv      | 2 – 1 | Bergmann / Pfretzschner | 18 – 21 | 21 – 16 | 15 – 9  |
| 16 september | Brouwer / Meeuwsen   | 2 – 0 | Jirgensons / Aišpurs    | 21 – 10 | 21 – 13 |         |
| 18 september | Brouwer / Meeuwsen   | 1 – 2 | Ljamin / Myskiv         | 19 – 21 | 21 – 18 | 13 – 15 |
| 18 september | Jirgensons / Aišpurs | 0 – 2 | Bergmann / Pfretzschner | 23 – 25 | 20 – 22 |         |

### Groep G
| # | Ploeg                 | Punten | Wedstrijden | Wedstrijden | Spelpunten | Spelpunten | Spelpunten | Sets | Sets | Sets  |
| # | Ploeg                 | Punten | W           | V           | W          | V          | Ratio      | W    | V    | Ratio |
| - | --------------------- | ------ | ----------- | ----------- | ---------- | ---------- | ---------- | ---- | ---- | ----- |
| 1 | Mol / Berntsen        | 4      | 2           | 0           | 99         | 83         | 1,193      | 4    | 0    | MAX   |
| 2 | Licholetov / Bykanov  | 3      | 1           | 1           | 104        | 112        | 0,929      | 2    | 3    | 0,667 |
| 3 | Pristauz / Hörl       | 3      | 1           | 1           | 97         | 78         | 1,244      | 3    | 2    | 1,500 |
| 4 | Ehlers / Pfretzschner | 2      | 0           | 2           | 57         | 84         | 0,679      | 0    | 4    | 0,000 |

| Datum        |                       | Score |                      | Set 1   | Set 2   | Set 3   |
| ------------ | --------------------- | ----- | -------------------- | ------- | ------- | ------- |
| 16 september | Ehlers / Pfretzschner | 0 – 2 | Mol / Berntsen       | 16 – 21 | 16 – 21 |         |
| 16 september | Licholetov / Bykanov  | 2 – 1 | Pristauz / Hörl      | 12 – 21 | 21 – 16 | 20 – 18 |
| 18 september | Mol / Berntsen        | 2 – 0 | Licholetov / Bykanov | 21 – 17 | 36 – 34 |         |
| 18 september | Ehlers / Pfretzschner | 0 – 2 | Pristauz / Hörl      | 14 – 21 | 11 – 21 |         |

### Groep H
| # | Ploeg                  | Punten | Wedstrijden | Wedstrijden | Spelpunten | Spelpunten | Spelpunten | Sets | Sets | Sets  |
| # | Ploeg                  | Punten | W           | V           | W          | V          | Ratio      | W    | V    | Ratio |
| - | ---------------------- | ------ | ----------- | ----------- | ---------- | ---------- | ---------- | ---- | ---- | ----- |
| 1 | Herrera / Gavira       | 4      | 2           | 0           | 85         | 38         | 2,237      | 4    | 0    | MAX   |
| 2 | Windisch / Carambula   | 3      | 1           | 1           | 80         | 78         | 1,026      | 2    | 2    | 1,000 |
| 3 | Krattiger / Breer      | 3      | 1           | 1           | 77         | 69         | 1,116      | 2    | 2    | 1,000 |
| 4 | Rinkēvičs / Gabdulļins | 2      | 0           | 2           | 27         | 84         | 0,321      | 0    | 4    | 0,000 |

| Datum        |                      | Score |                        | Set 1   | Set 2   | Set 3 |
| ------------ | -------------------- | ----- | ---------------------- | ------- | ------- | ----- |
| 16 september | Windisch / Carambula | 2 – 0 | Krattiger / Breer      | 21 – 18 | 21 – 17 |       |
| 16 september | Herrera / Gavira     | 2 – 0 | Rinkēvičs / Gabdulļins |         |         |       |
| 18 september | Windisch / Carambula | 0 – 2 | Herrera / Gavira       | 20 – 22 | 18 – 21 |       |
| 18 september | Krattiger / Breer    | 2 – 0 | Rinkēvičs / Gabdulļins | 21 – 14 | 21 – 13 |       |

## Knockoutfase

### Tussenronde
| Datum        | Wedstrijd | Team 1                  | Score | Team 2                  | Set 1   | Set 2   | Set 3   |
| ------------ | --------- | ----------------------- | ----- | ----------------------- | ------- | ------- | ------- |
| 18 september | 1         | Licholetov / Bykanov    | 0 – 2 | Aye / Gauthier-Rat      | 17 – 21 | 16 – 21 |         |
| 18 september | 2         | Doppler / Horst         | 0 – 2 | Bryl / Miszczuk         | 18 – 21 | 19 – 21 |         |
| 18 september | 3         | Kantor / Łosiak         | 2 – 0 | Pristauz / Hörl         | 21 – 19 | 21 – 17 |         |
| 18 september | 4         | Thole / Wickler         | 1 – 2 | Nicolai / Lupo          | 24 – 26 | 21 – 13 | 12 – 15 |
| 18 september | 5         | Dziadkoöe / Piatroesjka | 0 – 2 | Krattiger / Breer       | 16 – 21 | 19 – 21 |         |
| 18 september | 6         | Samoilovs / Šmēdiņš     | 2 – 0 | Koekelkoren / van Walle | 21 – 18 | 21 – 16 |         |
| 18 september | 7         | Windisch / Carambula    | 2 – 1 | Bergmann / Pfretzschner | 16 – 21 | 21 – 17 | 15 – 10 |
| 18 september | 8         | Brouwer / Meeuwsen      | 1 – 2 | Huber / Dressler        | 21 – 16 | 17 – 21 | 12 – 15 |

### Eindronde
| Achtste finale | Achtste finale            | Achtste finale | Achtste finale | Achtste finale |  |  | Kwartfinale               | Kwartfinale       | Kwartfinale | Kwartfinale | Kwartfinale |  |  | Halve finale | Halve finale              | Halve finale | Halve finale | Halve finale |  |              | Finale         | Finale                    | Finale       | Finale       | Finale |
|                |                           |                |                |                |  |  |                           |                   |             |             |             |  |  |              |                           |              |              |              |  |              |                |                           |              |              |        |
|                | Mol / Sørum               | 21             | 21             |                |  |  |                           |                   |             |             |             |  |  |              |                           |              |              |              |  |              |                |                           |              |              |        |
|                | Aye / Gauthier-Rat        | 12             | 14             |                |  |  |                           | Mol / Sørum       | 21          | 21          |             |  |  |              |                           |              |              |              |  |              |                |                           |              |              |        |
|                | Herrera / Gavira          | 21             | 21             |                |  |  | Herrera / Gavira          | 16                | 16          |             |             |  |  |              |                           |              |              |              |  |              |                |                           |              |              |        |
|                | Bryl / Miszczuk           | 18             | 17             |                |  |  |                           |                   |             |             |             |  |  |              | Mol / Sørum               | 27           | 21           |              |  |              |                |                           |              |              |        |
|                | Heidrich / Gerson         | 19             | 16             |                |  |  |                           |                   |             |             |             |  |  |              | Nicolai / Lupo            | 25           | 19           |              |  |              |                |                           |              |              |        |
|                | Kantor / Łosiak           | 21             | 21             |                |  |  |                           | Kantor / Łosiak   | 19          | 21          | 16          |  |  |              |                           |              |              |              |  |              |                |                           |              |              |        |
|                | Pļaviņš / Točs            | 17             | 18             |                |  |  | Nicolai / Lupo            | 21                | 19          | 18          |             |  |  |              |                           |              |              |              |  |              |                |                           |              |              |        |
|                | Nicolai / Lupo            | 21             | 21             |                |  |  |                           |                   |             |             |             |  |  |              |                           |              |              |              |  |              |                | Mol / Sørum               | 21           | 21           |        |
|                | Varenhorst / van de Velde | 19             | 21             |                |  |  |                           |                   |             |             |             |  |  |              |                           |              |              |              |  |              |                | Krasilnikov / Stojanovski | 19           | 15           |        |
|                | Krattiger / Breer         | 21             | 23             |                |  |  |                           | Krattiger / Breer | 15          | 18          |             |  |  |              |                           |              |              |              |  |              |                |                           |              |              |        |
|                | Ljamin / Myskiv           | 21             | 22             |                |  |  | Ljamin / Myskiv           | 21                | 21          |             |             |  |  |              |                           |              |              |              |  |              |                |                           |              |              |        |
|                | Samoilovs / Šmēdiņš       | 18             | 20             |                |  |  |                           |                   |             |             |             |  |  |              | Ljamin / Myskiv           | 17           | 16           |              |  |              |                |                           |              |              |        |
|                | Mol / Berntsen            | 12             | 21             | 15             |  |  |                           |                   |             |             |             |  |  |              | Krasilnikov / Stojanovski | 21           | 21           |              |  |              |                |                           |              |              |        |
|                | Windisch / Carambula      | 21             | 16             | 10             |  |  |                           | Mol / Berntsen    | 14          | 9           |             |  |  |              |                           |              |              |              |  | Troostfinale | Troostfinale   | Troostfinale              | Troostfinale | Troostfinale |        |
|                | Krasilnikov / Stojanovski | 21             | 21             |                |  |  | Krasilnikov / Stojanovski | 21                | 21          |             |             |  |  |              |                           |              |              |              |  |              | Nicolai / Lupo | 17                        | 23           | 15           |        |
|                | Huber / Dressler          | 14             | 19             |                |  |  |                           |                   |             |             |             |  |  |              |                           |              |              |              |  |              |                | Ljamin / Myskiv           | 21           | 21           | 12     |